# Arrondissement Léogâne

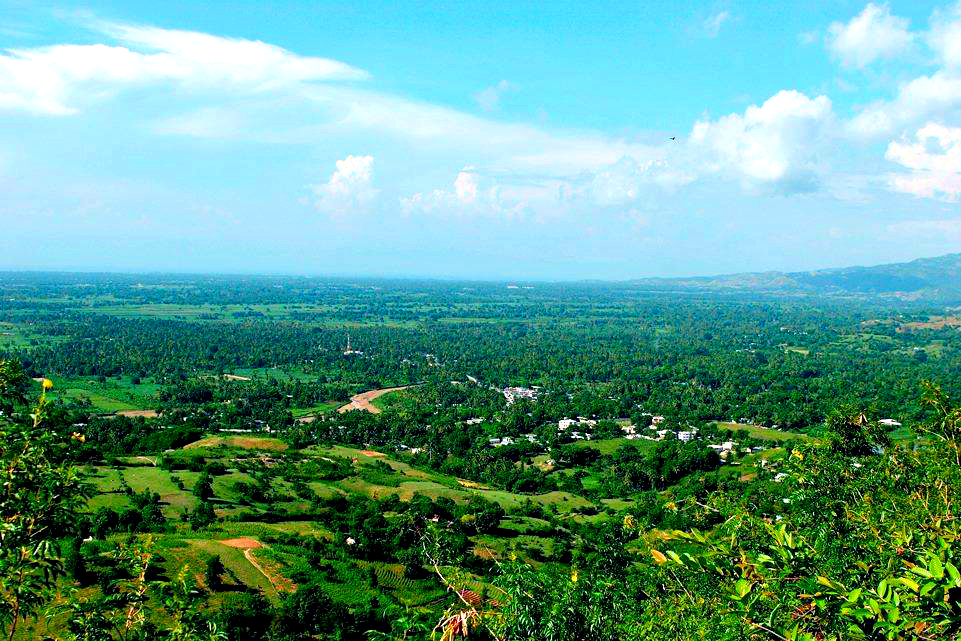
Landschaftsaufnahme im Arrondissement Léogâne

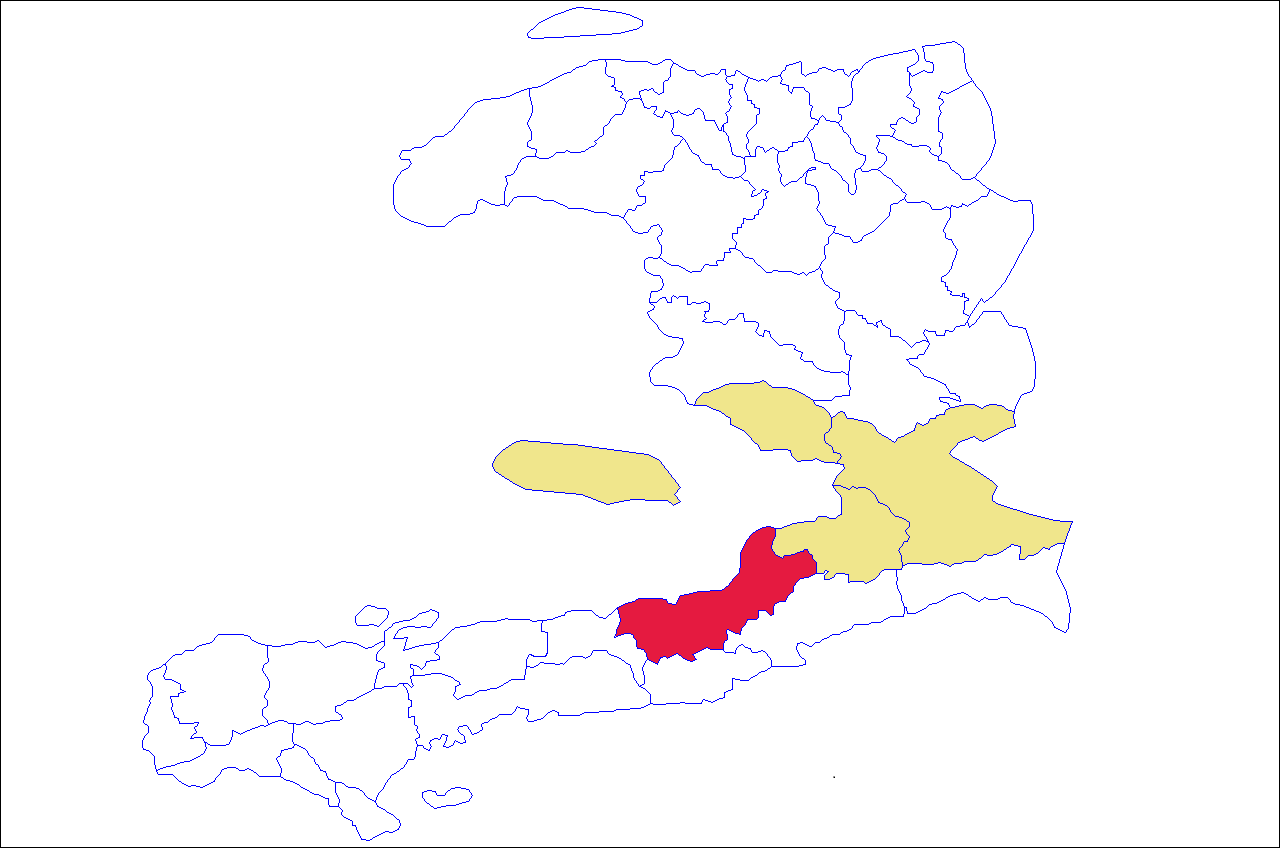
Lage des Arrondissements Léogâne in Haiti und im Département Ouest

Das Arrondissement Léogâne (haitianisch-kreolisch: Leyogan) ist eine der fünf Verwaltungseinheiten des Départements Ouest, Haiti. Hauptort ist die Gemeinde Léogâne.

## Lage und Beschreibung
Das Arrondissement liegt im Westen des Départements Ouest. Im Norden hat das Arrondissement eine Küste am Golf von Gonâve. Benachbart sind im Osten das Arrondissement Port-au-Prince, im Südosten das Arrondissement Jacmel, im Süden das Arrondissement Bainet und im Westen das Arrondissement Miragoâne.
In dem Arrondissement gibt es drei Gemeinden:
- Léogâne (rund 200.000 Einwohner),
- Petit-Goâve (rund 173.000 Einwohner) und
- Grand-Goâve (rund 136.000 Einwohner).

Das Arrondissement hat insgesamt rund 509.000 Einwohner (Stand: 2015).
Die Route Nationale 2 (RN-2; Port-au-Prince – Miragoâne) verläuft durch das Arrondissement. Bei dem Ort Chavannes zweigt die Route Nationale 4 (RN-4; nach Jacmel führend) von der RN-2 ab.